# Passionflower
Passionflower é um filme de drama produzido no Canadá, dirigido por Shelagh Carter e lançado em 2011.